# Ferrovia Canavesana
La ferrovia Canavesana è una linea ferroviaria del Piemonte. La linea parte dalla stazione di Settimo Torinese e collega vari comuni del Canavese. L'infrastruttura è gestita da Rete Ferroviaria Italiana (RFI), appartenente al gruppo Ferrovie dello Stato Italiane, dal 1 gennaio 2024; in precedenza era gestita da GTT.
Il servizio è stato gestito da GTT fino al 1º gennaio 2021, data in cui è stato preso in carico da Trenitalia.

## Generalità
La linea fu realizzata fra Settimo Torinese e Rivarolo Canavese come ippovia e inaugurata ufficialmente nel 1866. Nel 1877 la stessa fu prolungata fino a Castellamonte e, nel 1906, dotata di una diramazione fino a Pont Canavese.
In conseguenza della cessazione del traffico merci, nel 1986, in seguito a decisioni politiche di riduzione dei costi di esercizio, fu disposta la soppressione della tratta finale Rivarolo-Castellamonte. La linea sussiste per il traffico provinciale/regionale di collegamento della zona del canavese con l'area torinese, grazie all'inquadramento del tracciato nel Servizio ferroviario metropolitano di Torino.
La linea è elettrificata fino alla stazione di Rivarolo Canavese; i passeggeri diretti a Pont Canavese sono obbligati al trasbordo su autobus. 
A dicembre 2017 la Regione Piemonte ha annunciato il finanziamento per i lavori di elettrificazione della tratta rimanente per consentire il collegamento diretto tra Pont e Settimo. Nel novembre 2020 sono iniziati i lavori di potenziamento ed elettrificazione della tratta Rivarolo-Pont.
Dal 19 dicembre 2021, in seguito all'attivazione dell'ACC di Settimo Torinese, GTT non gestisce più gli impianti di ingresso e uscita dalla Canavesana della suddetta stazione, passati in mano a Rete Ferroviaria Italiana (RFI).
I lavori dovrebbero concludersi nel giugno 2026.

## Storia

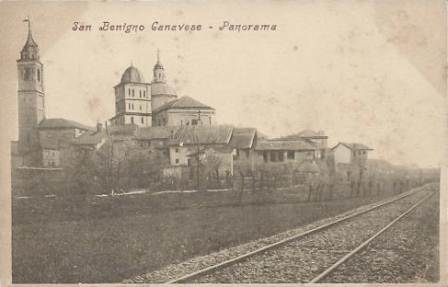
San Benigno Canavese in una cartolina di inizio Novecento

L'idea di un collegamento tra il Canavese e la città di Settimo, dove già passava dal 1852 la ferrovia Torino-Milano, ebbe fra i principali promotori il medico rivarolese Carlo Demaria assieme ad alti esponenti della finanza torinese, tra cui concorreranno altri illustri rivarolesi come soci fondatori: il sindaco Giuseppe Recrosio, Giuseppe Chiesa, titolare della manifattura omonima, il misuratore Giuseppe Peronetti, Maurizio Farina, l'impresario Fortunato Pistono ed il notaio Antonio Vallero, intenti ad attuare una politica di miglioramento e di progresso dell'economia piemontese, puntando quindi a incentivare le aree del Canavese.
La soluzione fu quella di pianificare la costruzione di una strada ferrata che collegasse le opulente aree al capoluogo. La costruzione della stessa, avviata dalla Società Anonima della Strada Ferrata del Canavese, fu approvata con atto del notaio Giuseppe Turvano l'11 agosto 1856; la linea fino a Rivarolo, lunga 16 km, con trazione a cavalli e scartamento di 1650 mm, fu inaugurata a tappe a partire dal 1856, concludendosi il 20 giugno 1866.
Al termine di un periodo caratterizzato da risultati finanziari deludenti, la concessione fu rilevata dall'ingegner Cappuccio, primo proprietario della ferrovia Torino-Ceres, cui a sua volta, dopo il fallimento avvenuto nel 1871, subentrò l'imprenditore Reinfeld che, nel 1874, su progetto dell'ingegner Gozzano, propose l'adozione della trazione a vapore. Fu la Società Anonima per la Strada Ferrata e le Tranvie del Canavese, poi rinominata Ferrovia Centrale e tranvie del Canavese (FCC), che già eserciva la tranvia Torino-Volpiano, a intraprendere i lavori di ricostruzione in sede propria del tracciato, conclusi con solenni festeggiamenti il 1º dicembre 1885 contestualmente all'inaugurazione del prolungamento mediante la tranvia Rivarolo-Cuorgnè. La precedente ippovia venne dunque smantellata.
Nel 1887 fu attivato il prolungamento costituito dalla ferrovia Rivarolo-Castellamonte e, nel 1906, una diramazione verso Cuorgnè mediante un regresso dalla stazione di Rivarolo e in sostituzione della parallela tranvia. Nel 1892 fu stipulata un'importante convenzione con la Società per le Strade Ferrate del Mediterraneo, che consentì ai treni della Canavesana di impegnare i binari statali fino a Torino Porta Susa.
L'ultima sezione inaugurata fu la Cuorgnè-Pont Canavese, nel 1906. La ferrovia contribuì da allora al rapido sviluppo economico e industriale delle zone del Canavese da essa attraversate, attraversando pressoché indenne il periodo della prima guerra mondiale. Il 29 marzo 1933 la società esercente venne fusa con la Società Anonima Ferrovia Torino-Ciriè-Valli di Lanzo, che eserciva la linea Torino-Ceres, dando vita alla nuova società anonima Ferrovie Torino Nord (FTN).
Nel gennaio 1959 la SATTI, Società Anonima Torinese Tranvie Intercomunali, subentrò alle FTN nella gestione della linea; negli anni ottanta venne costituito un consorzio, denominato TT (Trasporti Torinesi), che riuniva entrambe le società ferroviarie concessionarie delle ferrovie citate (SATTI per la Canavesana, FTC per la Torino-Ceres), che fu sciolto all'inizio del 1998.
Sempre negli anni ottanta, e precisamente il 17 aprile 1985, fu chiusa la diramazione Rivarolo-Castellamonte, giudicata dalla Motorizzazione Civile pericolosa per la vicinanza dei binari alla provinciale per Ivrea; i lavori di smantellamento iniziarono nel 1990.
Il 1º marzo 2002 venne attivata l'elettrificazione sulla tratta da Settimo Torinese a Rivarolo Canavese. La tratta da Cuorgnè a Pont Canavese fu interrotta nel 2000 a causa di un'alluvione e riattivata dopo ingenti lavori il 7 luglio 2004. Dal mese di novembre 2020, la tratta ferroviaria tra Rivarolo Canavese e Pont Canavese è chiusa per i lavori di elettrificazione e potenziamento infrastrutturale, quindi è sostituita da autobus extraurbani.
Dal 1º gennaio 2021, il servizio ferroviario sulla linea è gestito da Trenitalia. È inoltre iniziato l'esercizio commerciale, proprio sulla Canavesana, dei primi treni Pop tra quelli destinati alla Regione Piemonte.

## Caratteristiche
| Non-passenger head station |

| Small bridge over water |

| Small non-passenger station on track |

| Unknown route-map component "HSTeBHF" + Unknown route-map component "lBST" |

| Small non-passenger station on track |

| Small non-passenger station on track |

| Unknown route-map component "HSTeBHF" + Unknown route-map component "lBST" |

| Unknown route-map component "d" | Straight track | Unknown route-map component "exSTR+l" | Unknown route-map component "exdCONTfq" |

| Straight track | Unknown route-map component "KBHFxa" |

| One way leftward | Unknown route-map component "ABZgr" |

|  | Station on track |

|  | Station on track |

|  | Small bridge over water |

|  | Station on track |

|  | Unknown route-map component "uexKBHFa" | Station on track |  |

| Unknown route-map component "uexCONTgq" | Unknown route-map component "uexSTRr" | Straight track |  |

|  | Small bridge over water |

|  | Unknown route-map component "SKRZ-Au" |

|  | Unknown route-map component "d" | Unknown route-map component "ABZg+l" | Unknown route-map component "dKDSTeq" |

|  | Unknown route-map component "SKRZ-Au" |

|  | Unknown route-map component "dCONTgq" | Unknown route-map component "KRZu" | Unknown route-map component "dCONTfq" |

|  |  | Unknown route-map component "ABZg+l" | Unknown route-map component "CONTfq" |

|  | Unknown route-map component "uexSTR+l" | Unknown route-map component "emABZg+r" |  |

| Unknown route-map component "uexBHF" | Station on track |

| Unknown route-map component "uexCONTgq" | Unknown route-map component "uexSTRr" | Straight track |  |

| Unknown route-map component "CONTgq" | One way rightward |

La ippovia abbandonata il 1º dicembre 1885, con l'inaugurazione del servizio a vapore, vedeva in origine l'utilizzo del sistema di rotaie tipo Luè, premiato con medaglia d'oro all'Esposizione Nazionale del 1861, costituito da rotaie a doppio fungo ancorate a blocchi di pietra mediante staffe di ghisa, caratterizzato dall'assenza di traversine; tale soluzione era stata rimpiazzata, nel proseguimento dell'ippovia da Volpiano a Rivarolo, con rotaia incassata sistema Loubat. L'avvio dell'esercizio a vapore comportò l'adozione del sistema standard con rotaia Vignoles.
La ferrovia è a binario unico e scartamento normale di 1435 mm, con l'ultima sezione del percorso che risulta più tortuosa, con curva del raggio di 200 metri e pendenze che raggiungono il 18 per mille. La lunghezza complessiva della linea misura 38558 km.

### Percorso
Partita da Pont, la linea si dirige a sud-est, seguendo il percorso del torrente Orco, e percorre un tratto di circa 8 km fino a Cuorgnè, stazione su cui convergono le autolinee GTT per Ivrea, Castellamonte e Forno Canavese. Proseguendo verso sud si arriva a Rivarolo Canavese, stazione di testa nella quale l'elettrificazione ha imposto di effettuare il cambio convoglio.
La ferrovia segue un percorso rettilineo, parallelo alla SS460 per Ceresole Reale fino a Feletto, località dopo la quale il binario devia leggermente a est e attraversa il Medio Canavese, fermando a Bosconero e San Benigno Canavese e attraversando un tratto caratterizzata da numerosi passaggi a livello.
Superato il torrente Malone per mezzo di un ponte in muratura, la ferrovia attraversa Volpiano, comune industriale e agricolo, ultima stazione appartenente all'area del Canavese. Da tale località si dirama dalla linea un raccordo diretto al Deposito Doganale Agip atto ai Servizi ausiliari dei mezzi di trasporto idrocarburi.
Oltre Volpiano, la ferrovia raggiunge il capolinea del tracciato a Settimo Torinese, oltre il quale i treni regionali transitano da e per Torino.

## Traffico
Cessato il traffico merci in conseguenza del declino dell'apparato industriale della zona e della scelta di privilegiare il trasporto su gomma, la ferrovia del Canavese esercita la funzione di sistema di trasporto regionale: il servizio viaggiatori è integrato, a partire dal 9 dicembre 2012, quando fu istituito il Servizio ferroviario metropolitano di Torino del quale i treni che percorrono la ferrovia di Pont rappresentano la linea 1 e attraversano il nodo torinese effettuando il capolinea meridionale a Chieri, sui binari della ferrovia Trofarello-Chieri, completando la maglia di servizi istituiti nel 1997.
Il servizio è svolto a cadenza oraria fino a Rivarolo, con poche corse prolungate su Pont, dato che sulla tratta alta della linea vengono prevalentemente effettuate autocorse sostitutive.

## Materiale rotabile

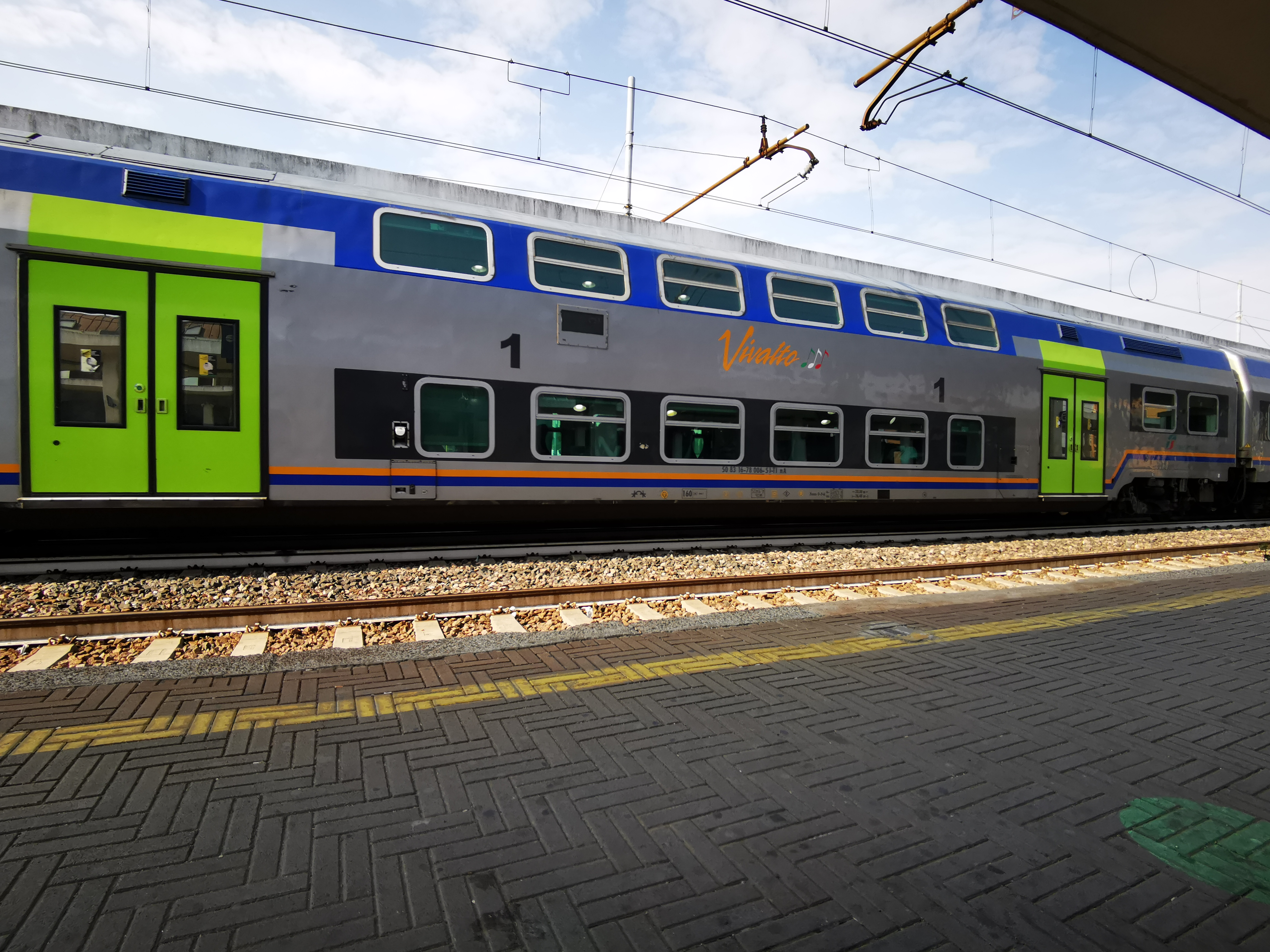
Treno Vivalto

La composizione del parco rotabili impiegato lungo la ferrovia Canavesana rispecchia la storia dell'impianto, caratterizzata dall'unione amministrativa rispetto alla ferrovia Torino-Ceres e all'elettrificazione attivata nel 2002 fino a Rivarolo Canavese.
In conseguenza di tali avvenimenti vennero impiegati fino al 31 dicembre 2020 gli elettrotreni SATTI Y 0530 ex FTC e delle automotrici ALn 668 provenienti dalle precedenti amministrazioni, così come materiale più moderno attrezzato dall'origine per la circolazione sui binari quali gli elettrotreni Alstom TTR, analoghi alle ALe 501/502 "Minuetto".
Nel corso del 2011 il GTT ha annunciato l'ordine di 3 elettrotreni Alstom "Coradia Meridian" ad integrare la flotta di rotabili a trazione elettrica utilizzabili sulla Canavesana. Dal gennaio 2021 sono stati sostituiti da Treni POP, Treni Minuetto Elettrici. I 3 Coradia Meridian sono in fase di revamping e sistemati da Trenitalia e faranno ritorno. Col nuovo orario dovrebbero arrivare anche i Rock. I treni GTT ETR Y sono in stato di attesa per nuove aziende ferroviarie a Fossano, se mancherà la cessione, verranno smantellati.
Dal mese di settembre 2021, entreranno in servizio sulla Canavesana anche le composizioni Vivalto di Trenitalia.
Le automotrici ALn 668 e le relative rimorchiate sono state dismesse.
| Tipo                     | Classificazione          | Anno      | Costruttore        | Note                                                                                               |
| ------------------------ | ------------------------ | --------- | ------------------ | -------------------------------------------------------------------------------------------------- |
| Elettrotreni             | ETR Y0530 001-007        | 1997      | FIAT/Adtranz       | Utilizzati sulla Ferrovia Torino-Ceres fino al 2006 e accantonati dal 2021                         |
| Elettrotreni             | TTR 001-010              | 2005      | Alstom             | Classificazione RFI ALe 501+Le 220+ALe 502 801-810. Dal 2021 sostituiti dai Minuetti di Trenitalia |
| Elettrotreni             | TTR 011-019              | 2009-2010 | Alstom             | Classificazione RFI ALe 501+Le 220+ALe 502 811-819. Dal 2021 sostituiti dai Minuetti di Trenitalia |
| Elettrotreni             | ETR 234 Coradia Meridian | 2011      | Alstom             | Dal 2021 in fase di revisione e revamping da parte di Trenitalia                                   |
| Elettrotreni             | ETR 104 POP              | 2019      | Alstom             | In servizio da gennaio 2021                                                                        |
| Locomotiva e rimorchiate | E.464 e carrozze Vivalto | 2012      | Hitachi Rail Italy | In servizio da settembre 2021                                                                      |
| Automotrici              | ALn 668 D1-D10           | 1962      | FIAT               | |
| Automotrici              | ALn 668 D11-D12          | 1980      | FIAT               | |
| Automotrici              | ALn 668 M 001-007        | 1972      | FIAT               | Provenienti dal parco FTC, 5 unità rimodernate nel 2006-2008 come ALn 668.901, 903, 905-907        |
| Rimorchiate              | Ln 664 R1-R7             | 1961      | FIAT               | Provenienti dal parco FTC                                                                          |
| Rimorchiate              | Ln 882 R1-R5             | 1972      | FIAT               | Provenienti dal parco FTC                                                                          |

Ad oggi le automotrici rimaste in circolazione su questa linea sono solo tre, le 905, 906 e 907, circolanti in regime promiscuo con autotrasporto esclusivamente sulla tratta Rivarolo - Pont (parte non elettrificata) secondo l'orario stabilito del gestore.

### Rotabili del passato

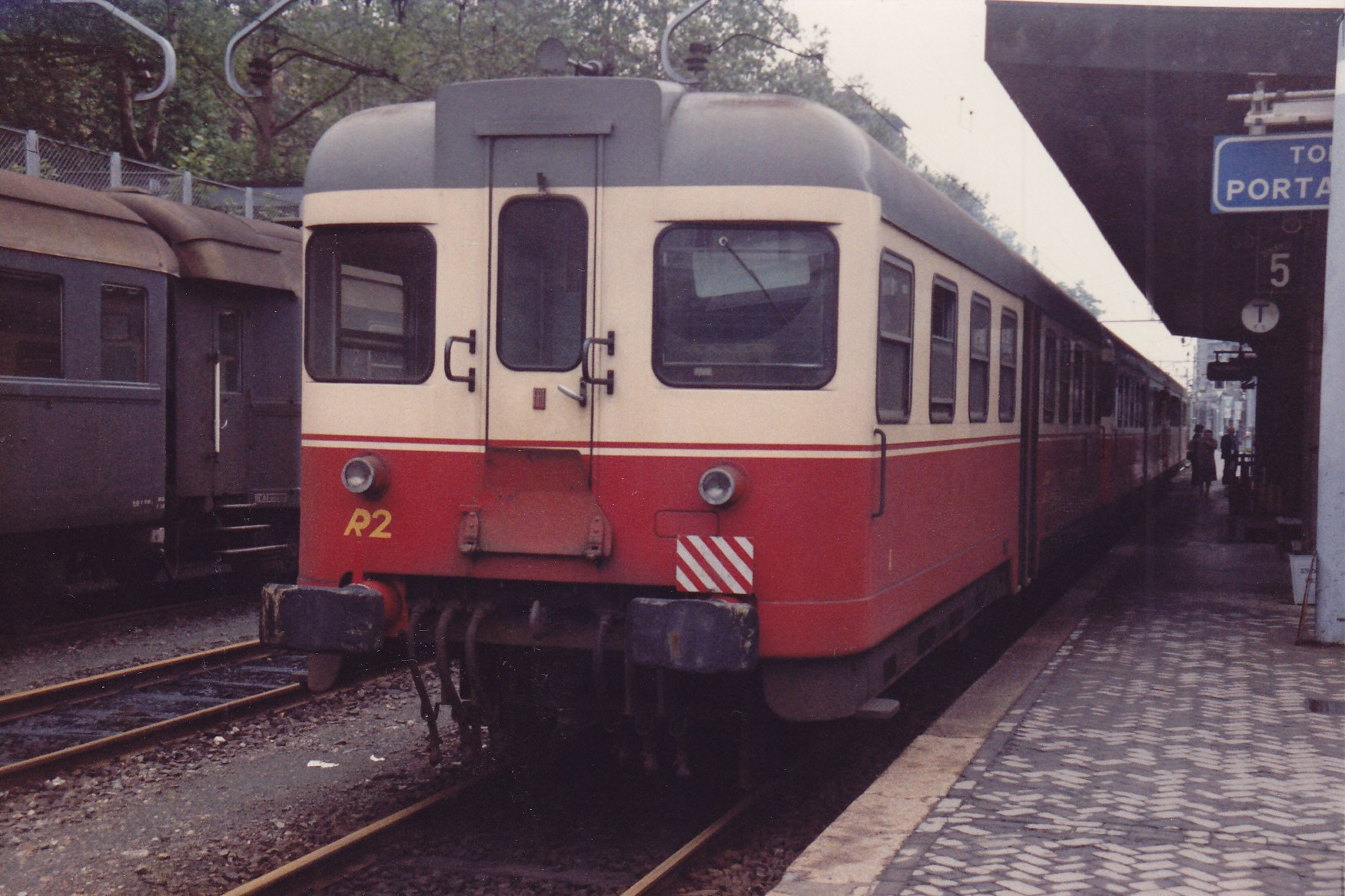
Storica automotrice SATTI Aln668 nel 1980

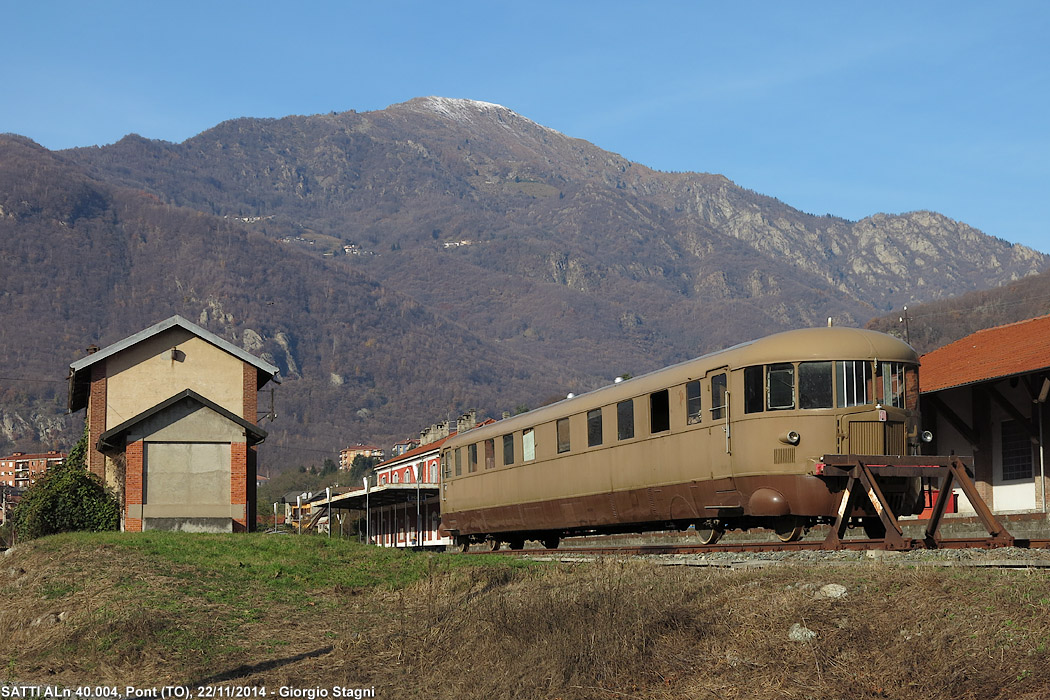
Pont Canavese - stazione ferroviaria - ALn 40

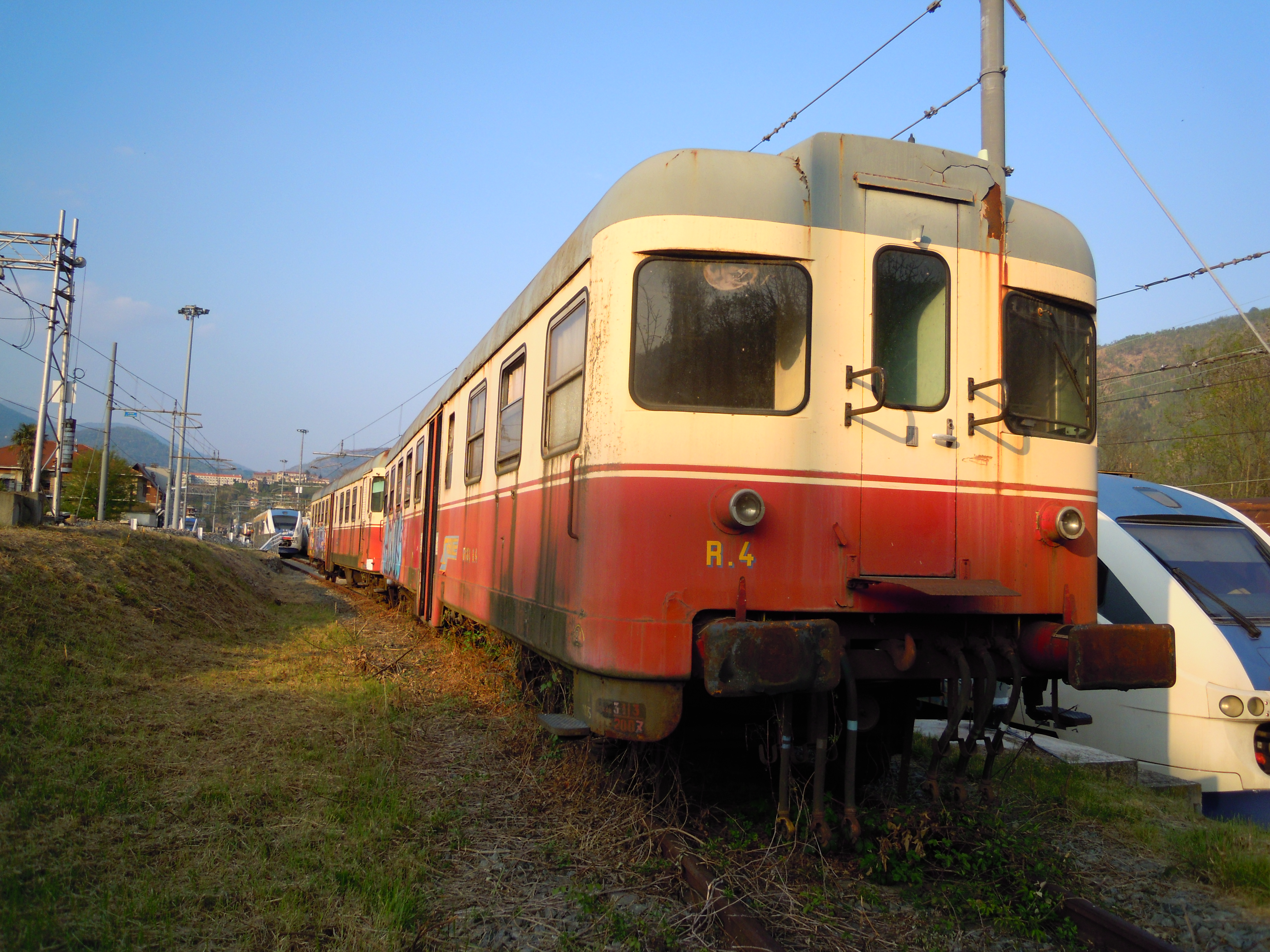
Aln668 e rimorchiata nel colore originale rosso crema in un binario morto della stazione di Germagnano

Numerosi furono i rotabili succedutisi nel servizio lungo i binari del Canavese, dapprima con esercizio a trazione a vapore e in seguito costituiti da automotrici a trazione termica e locomotive Diesel dalle caratteristiche peculiari.
All'originaria dotazione di locomotive a vapore di costruzione Henschel si aggiunsero diverse unità provenienti da altre ferrovie in concessione italiane portando in totale a 13 unità la dotazione del parco.
Il parco automotrici si avvalse inizialmente di un gruppo di cinque Automotrice FS ALn 40 acquistate usate dalle FS nel 1943, due delle quali noleggiate alla ferrovia Santhià-Biella (unità 001) e alla tranvia Pisa-Pontedera (unità 003). Le stesse vennero poi sostituite da una consistente fornitura di dieci ALn 668 con relative rimorchiate, in seguito integrata da due unità quasi analoghe.
Fra le locomotive Diesel, oltre a due unità da manovra, spiccava l'unità Diesel-elettrica DE 101, prototipo Fiat-OM del 1965.
La ferrovia Canavesana integrò per alcuni periodi nel proprio parco alcuni rotabili affatto peculiari per le caratteristiche costruttive finalizzate alla sperimentazione di soluzioni considerate innovative:
- l'automotrice sperimentale Michelina (dal nome del costruttore francese Michelin) che nel 1932 effettuò numerose corse prova e servizi regolari Rivarolo-Pont.
- l'automotrice in acciaio inossidabile D 51, costruita da Linke Hofmann Busch per un'impresa tedesca nel 1957 ed acquisita dalla SATTI nel 1982. Le frequenti avarie e l'unicità del mezzo ne impedirono l'esercizio regolare[18]. Il rotabile fu infine ceduto nel 2012 all'impresa VPS di Salzgitter[19]
- l'Automotrice A2n 001 a due piani, prototipo Casaralta-Fiat-CIMT Lorraine

Completavano il parco numerose carrozze e carri merci di vario tipo.
| Tipo                  | Classificazione | Anno      | Costruttore | Note |
| --------------------- | --------------- | --------- | ----------- | --- |
| Locotender            | 1-9             | 1882-1907 | Henschel    | |
| Locotender            | 37-38           | 1926      | Breda       | Acquisite dalle Ferrovie del Sud Est intorno al 1960 e restituite in quanto risultate non idonee alla circolazione |
| Locotender            | 312             | 1914      | Reggiane    | Proveniente dalle Ferrovie del Sud Est                                                                             |
| Locotender            | 321             | 1911      | Borsig      | Noleggiata dalle Strade Ferrate di Biella                                                                          |
| Automotrici           | ALn 40.001-005  | 1936      | FIAT        | Acquistate usate dalle FS nel 1943; unità 004 preservata storica                                                   |
| Locomotiva da treno   | DE 101          | 1965      | FIAT-OM     | Prototipo Diesel-elettrico                                                                                         |
| Locomotiva da manovra | DI 201          | 1971      | MAK         | Diesel idraulica tipo G 1100, ceduta alla società SALCEF                                                           |
| Locomotiva da manovra | DL 200          | 1968      | ABL         | Diesel idraulica                                                                                                   |